# Oscar Howe
Oscar Howe   (Reserva índia de Crow Creek, 13 de maig de 1915 - Vermillion, 7 d'octubre de 1983) fou un artista d'ètnia sioux yanktonai. Va viure de jove enmig de la pobresa i la malaltia, i fou maltractat a l'escola per no parlar anglès. Estudià a la Universitat de Santa Fe i el 1938 tornà a Pierre, on fou professor d'art. Lluità a la Segona Guerra Mundial, i en tornar guanyà diversos premis de pintura i es casà amb una alemanya. El 1952 es va fer famós pels seus dibuixos sobre temes indis amb motius abstractes, i des del 1957 donà classes a la Universitat de Dakota del Sud.